# Wapenstilstand van Mudros

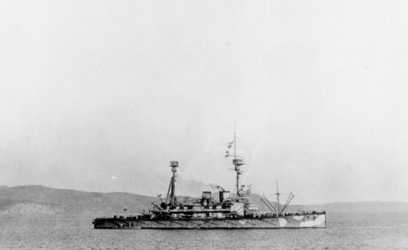
HMS Agamemnon in een eerder bezoek aan Mudros tijdens de Dardanellen campagne in 1915

De Wapenstilstand van Mudros, die de vijandelijkheden in het Midden-Oosten tussen het Ottomaanse Rijk en de geallieerde mogendheden beëindigde, werd getekend op 30 oktober 1918 door de Turkse minister van Marinezaken Rauf Bey en de  Britse Admiraal Somerset Arthur Gough-Calthorpe, aan boord van de HMS Agamemnon in de haven van Mudros op het Griekse eiland Limnos.

## Afspraken
De wapenstilstand werd gesloten tussen aan de ene kant het Ottomaanse Rijk en aan de andere kant de geallieerden, vertegenwoordigd door het Verenigd Koninkrijk (inclusief het Britse Rijk), Frankrijk, Italië en Japan.
Door de wapenstilstand te tekenen, gaven de overgebleven Ottomaanse troepen buiten Anatolië zich over, en kregen geallieerde troepen het recht om forten langs de Dardanellen en de Bosporus te bezetten, en het recht om de zes Armeense provincies in Anatolië te bezetten "in het geval er wanorde" zou uitbreken en het recht om "elk strategisch punt" te bezetten als de geallieerde veiligheid in gevaar zou komen. Het Ottomaanse leger werd gedemobiliseerd, en Turkse havens, spoorlijnen en andere strategische punten werden gereed gemaakt voor geallieerd gebruik.

## Achteraf
De Ottomanen moesten van hun hele rijk afstand doen met uitzondering van Anatolië en al hun garnizoenen in Hidjaz, Jemen, Syrië, Mesopotamië, Tripolitania en Cyrenaica. Naast de belangrijke zeegebieden rond de Zee van Marmara bezetten de geallieerden ook Batoemi en de tunnels van het Taurus gebergte en verwierven ze het recht om de zes provincies met Armeense bevolking in het noordoosten van Anatolië te bezetten in het geval er wanorde zou uitbreken. Door het controleren van de Bosporus controleerden de geallieerden ook de hoofdstad van het Ottomaanse Rijk, Constantinopel. Dit dwong de Jonge Turken, die daar een revolutionaire regering hadden gevormd, te vluchten naar de Kaukasus. De Ottomanen moesten zich terugtrekken tot de vooroorlogse grenzen. 
Het Verdrag van Sèvres (1920), dat clausules bevatte om een onafhankelijk Koerdistan en een grotere Republiek Armenië te creëren, zou het Ottomaanse grondgebied verder verkleind hebben. Ondanks het feit dat het verdrag door het Ottomaanse Rijk werd ondertekend, werd het nooit van kracht: het Ottomaanse Rijk werd in 1922, na de door Mustafa Kemal Atatürk geleide Turkse Onafhankelijkheidsoorlog, opgevolgd door de republiek Turkije, die het verdrag nooit ratificeerde.

## Andere wapenstilstanden van de Eerste Wereldoorlog
- Wapenstilstand van 15 december 1917 - tussen de Centrale mogendheden en Rusland - 15 december 1917

- Wapenstilstand van Thessaloniki tussen de Geallieerden en het Koninkrijk Bulgarije - 29 september 1918

- Wapenstilstand van Villa Giusti tussen Italië en Oostenrijk-Hongarije - 3 november 1918

- Wapenstilstand van 11 november 1918 tussen de geallieerden en het Duitse Rijk - 11 november 1918